# Giuseppe Torelli (Mathematiker)
Giuseppe Torelli (* 4. November 1721 in Verona; † 18. August 1781) war ein italienischer Mathematiker und Übersetzer.
Torelli studierte an der Universität Padua unter anderem Jura und wurde in diesem Fach promoviert. Da er ein beträchtliches Vermögen erbte, widmete er sich nach dem Studium in Verona den Wissenschaften, besonders der Mathematik aber auch Geschichte, Philosophie, Kunst, Antiquitäten und Literatur und lernte neben Griechisch und Latein auch Hebräisch, Englisch, Französisch und Spanisch.
Nach jahrzehntelangen Vorbereitungen gab er die Werke des Archimedes neu heraus, sowohl mit griechischem als mit lateinischem Text. Das Buch erschien postum 1792 in Oxford (Clarendon Press), herausgegeben vom Professor für Astronomie Robertson. Dort findet sich auch eine von seinem Freund Clemens Sibiliati verfasste Biographie von Torelli.
Weiter übersetzte Torelli die Fabeln des Äsop ins Italienische sowie Theokrit, Catull, Plautus (Pseudolus) und Vergil (die ersten beiden Bücher der Aeneis). Aus dem Englischen übersetzte er die Elegie von Thomas Gray ins Italienische. Außerdem war er für Dante-Studien bekannt.
Torelli heiratete nie und war in Verona als Gelehrter auch Anlaufpunkt ausländischer Besucher, die er freundlich empfing. Zu seinen englischen Freunden zählten Charles Stanhope und John Strange.